# The Wandering Earth
The Wandering Earth (xinès: 流浪地球Wade-Giles: Liu Lang Di Qiu) és una pel·lícula de ciència-ficció xinesa de 2019 dirigida per Frant Gwo, i basada en bon part en la novel·la curta del mateix nom de 2000 de l'autor Liu Cixin. És protagonitzada per Qu Chuxiao, Li Guangjie, Ng Man-tat, Zhao Jinmai, Wu Jing i Qu Jingjing. Té lloc al distant futur, The Wandering Earth segueix un grup d'astronautes i rescatadors guiant la Terra lluny d'un Sol en expansió, mentre intenten evitar una col·lisió amb Júpiter. El film va ser estrenat a la Xina el 5 de febrer de 2019 (el dia d'any nou xinés), de la mà de China Film Group Corporation, l'estrena als EUA i Austràlia seria el 8 de febrer de 2019.

## Argument
Al 2061 el Sol està envellint i està a punt de convertir-se en un gegant roig que podria amenaçar amb engolir-se l'òrbita de la Terra en uns 300 anys, això força les nacions del món a unir-se en un Govern Unit de la Terra que puga iniciar el projecte de traure la Terra del sistema Solar i portar-la fins al sistema d'Alpha Centauri a 4,2 anys llum per tal de preservar la civilització humana. Unes gegantines torres de propulsió que funcionen sobre la base de l'energia de fusió, conegudes com els Motors de la Terra, es construeixen per tot el planeta per a propulsar la Terra. La població humana s'ha reduït en gran nombre a causa d'un tsunami catastròfic que va ocórrer després que la rotació de la Terra s'aturara, i més tard la Terra s'allunya tant del Sol que tota la superfície del planeta queda congelada; forçant així els humans restants a viure en vastes ciutats subterrànies construïdes al costat dels motors.

## Repartiment
- Qu Chuxiao com a Liu Qi (刘启)
- Li Guangjie com el capità Wang Lei (王磊)
- Ng Man-tat com a Han Zi'ang (韩子昂)
- Zhao Jinmai com a Han Duoduo (韩朵朵)
- Wu Jing com a Liu Peiqiang (刘培强)
- Arkady Sharogradsky com a Makarov
- Mike Sui com a Tim
- Qu Jingjing com a Zhou Qian (周倩)
- Zhang Yichi com a Li Yiyi (李一一)
- Yang Haoyu com a He Lianke (何连科)
- Li Hongchen com a Zhang Xiaoqiang (张小强)
- Yang Yi com a Yang Jie (杨捷)
- Jiang Zhigang com a Zhao Zhigang (赵志刚)
- Zhang Huan com a Huang Ming (黄明)